# Orodes van Armenië
Orodes van Armenië was koning van Armenië van 37 tot 42 na Chr. Hij was een zoon van de Parthische koning Artabanus II (10-38).
Toen de kinderloze Artaxias III in 35 na Chr. stierf, zette Artabanus II zijn zoon Arsaces ongevraagd op de Armeense troon. Lang duurde zijn koningschap niet, want hij werd door handlangers vergiftigd. De Romeinen stuurden hun kandidaat, Mithridates van Armenië, die echter spoedig in onmin raakte met de nieuwe keizer van het Romeinse Rijk Caligula (37-41). Hij werd afgezet. Artabanus II profiteerde van de situatie en zette nu zijn zoon Orodes op de Armeense troon. Na de dood van Caligula werd Mithridates in ere hersteld door keizer Claudius I. Intussen was zijn vader in 38 na Chr. gestorven en was er in het Parthische Rijk een troonstrijd uitgebroken. Van Orodes is er geen spoor meer na 42 na Chr.